# Feeling So Real
Feeling So Real è una canzone del musicista statunitense di musica elettronica Moby, pubblicato nel 1994 come secondo singolo estratto dal quarto album in studio Everything Is Wrong.
Il brano ha raggiunto la posizione numero 30 nella Official Singles Chart e la numero 9 delle classifiche dance di Billboard.
Feeling So Real ha un'introduzione chiaramente hip-hop, in cui fanno da protagonisti la drum-machine e il rapper Kochie Banton che ripete le frasi "sound system rocking" e "set it up DJ" (che verranno ritrovate anche nel brano che succede questo nell'album, a sua volta poi pubblicato come singolo, Everytime You Touch Me). Quest'ultima dà avvio al brano vero e proprio, potente e solare, cantato da Rozz Morehead.
È stato girato un video promozionale, in cui si vede Moby che esegue il singolo in un piccolo rave party situato in un vicolo cittadino. Le scene sono a volte alternate con quelle in cui si inquadra il primo piano di una ragazza che canta la canzone. Questa non è però Morehead, ma una semplice attrice.
Il b-side di Feeling consiste in una cover di un classico dei Joy Division, New Dawn Fades, che è stata successivamente inclusa nell'album-tributo della band. Moby stesso avrebbe poi suonato insieme al nuovo progetto del fondatore del gruppo, i New Order.
Nella versione CD del singolo, oltre a tutti i suoi remix, si trova anche una versione di Everytime Tou Touch Me con gli strumenti che lo eseguono in parti separate (in una parte vi è solo la voce, in un'altra solo gli archi, un'altra ancora solo la batteria, ecc). Per questo motivo la Mute e l'Elektra hanno indetto un concorso in cui si doveva utilizzare le parti per creare un remix "in qualsiasi stile che si desiderava" e spedirlo in versione Digital Audio Tape (DAT) entro il 18 novembre 1994. I remix vincitori sono stati inclusi sul singolo più tardi.

## Tracce
Tutto il materiale composto, eseguito e prodotto da Richard Melville Hall.
CD1 (UK)
1. Feeling So Real (Original Mix) - 4:32
2. Feeling So Real (Unashamed Ecstatic Piano Mix) - 5:59
3. Feeling So Real (Old Skool Mix) - 5:47
4. New Dawn Fades - 5:31

CD2 (UK)
1. Feeling So Real (Westbam Mix) - 5:53; remixato da Westbam
2. Feeling So Real (Ray Keith Jungle Mix) - 5:01; remixato da Ray Keith
3. Feeling So Real (Moby's Dub Mix) - 6:46; remixato da Moby
4. Everytime You Touch Me - Parts - 4:41

## Musicisti
- Moby: Tutti gli strumenti
- Rozz Morehead: Voce
- Kochie Banton: Rap

## Posizioni in classifica
| Classifica                                   | Posizione |
| -------------------------------------------- | --------- |
| Finland (Suomen virallinen lista)            | 1         |
| Germany (Media Control Charts)               | 14        |
| Netherlands (Dutch Top 40)                   | 12        |
| United Kingdom (The Official Charts Company) | 30        |
| U.S. Billboard Hot Dance Club Play           | 9         |